# 阿弥厥
阿弥厥（?—?），隋朝时疏勒王。
阿弥厥的时候疏勒有大城十二，小城数十个，拥有兵马二千人。他臣服于突厥，每年送贡赋。隋炀帝大业年间，阿弥厥臣服隋朝。隋炀帝大业十一年（615年）正月，疏勒王阿弥厥和东突厥始毕可汗、新罗王金白净、龟兹王白苏尼咥、于阗王卑示闭练、吐火罗、安国、曹国、何国、穆国、契丹等国一起遣使朝贡。